# Harald Vollmar
Harald Vollmar, né le 24 avril 1947 à Bad Frankenhausen, est un tireur sportif est-allemand des années 1960, 1970 et 1980.

## Palmarès
Harald Vollmar participe à l'épreuve de pistolet libre à 50 mètres aux Jeux olympiques d'été de 1968, 1972, 1976 et 1980.  Cinquième en 1972 à Munich, Vollmar remporte la médaille de bronze en 1968 à Mexico et la médaille d'argent en 1976 à Montréal et à Moscou en 1980.